# Adapta Motorsport
L'Adapta World Rally Team (Adapta WRT in abbreviazione) è una scuderia che ha partecipato al Campionato Mondiale Rally.

## Storia
Il team ha sede in Norvegia nella capitale Oslo ed è stata fondata nel 2006 da Morten Østberg; ha debuttato nel mondiale lo stesso anno con una Subaru Impreza WRC guidata dal figlio del fondatore del team.
Curiosamente il team è conosciuto anche per avere schierato nei primi anni di attività solo piloti norvegesi; oltre a Mads Østberg che ha corso nel team dalla sua fondazione, Eyvind Brynildsen che vi ha corso dal 2012.

## Risultati
Nel suo anno di debutto con una Subaru Impreza non ottenne punti in campionato, con il miglior piazzamento ottenuto da Mads Østberg che arrivò 23º assoluto nel Rally di Finlandia 1000 Laghi.
Nella stagione successiva ottenne il primo punto con il 9º posto, sempre di Østberg, nel Rally nordico di Svezia.

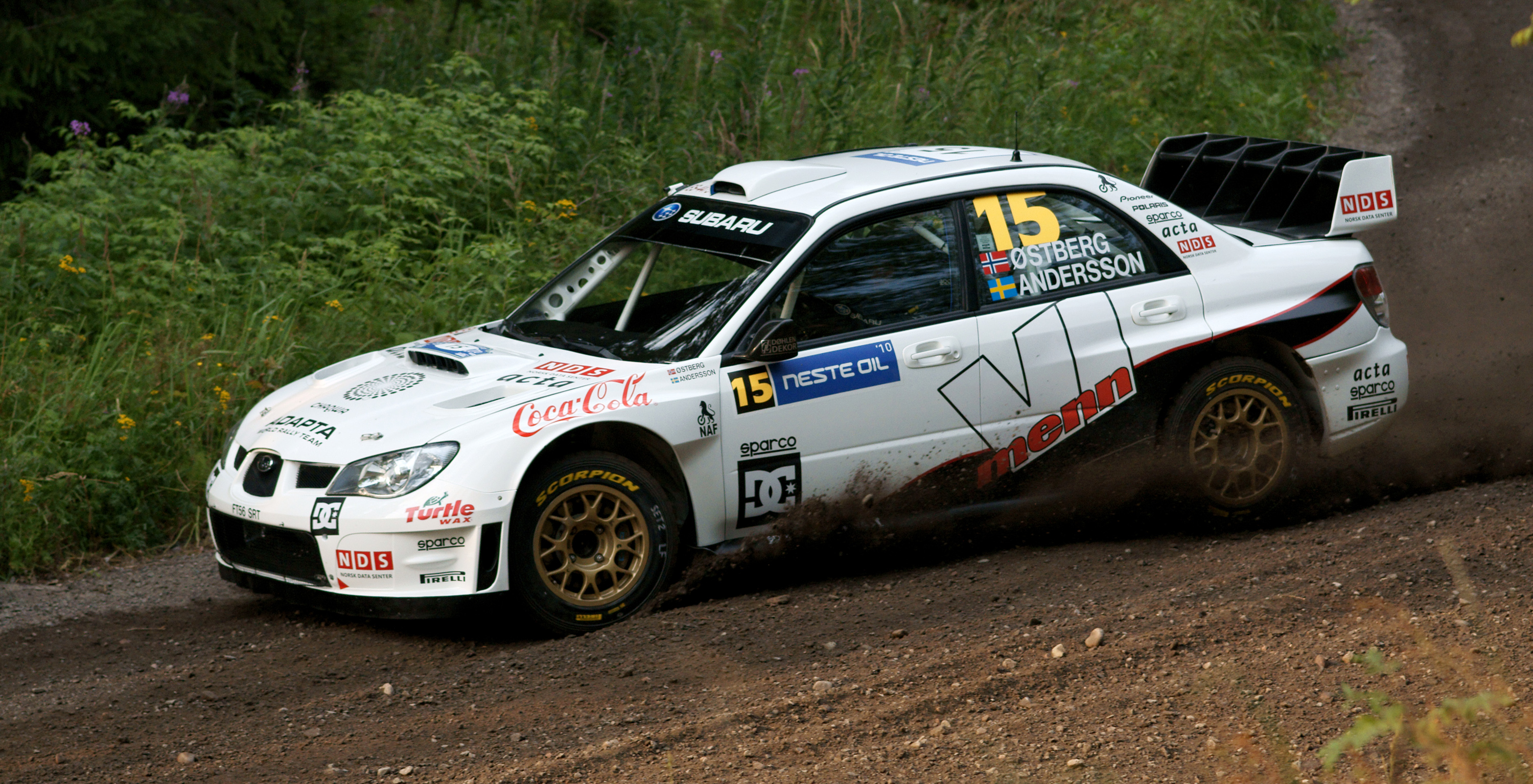
La vettura di Østberg nel 2010

Nella stagione 2008 grazie alla buona esperienza del team e della crescita del loro pilota di punta Mads Østberg nonché del debuttante Anders Grøndal, la squadra ha ottenuto 7 punti totali con due settimi posti in Italia e in Grecia e un sesto posto in Portogallo.
Nella stagione 2010 la squadra ha migliorato il proprio record di punti con 18, ottenuti tutti da Mads Østberg.
Nel campionato del mondo rally 2012, corso con una Ford Fiesta RS WRC, il team ha ottenuto la prima vittoria, nel Rally del Portogallo.